# Henry Chesbrough

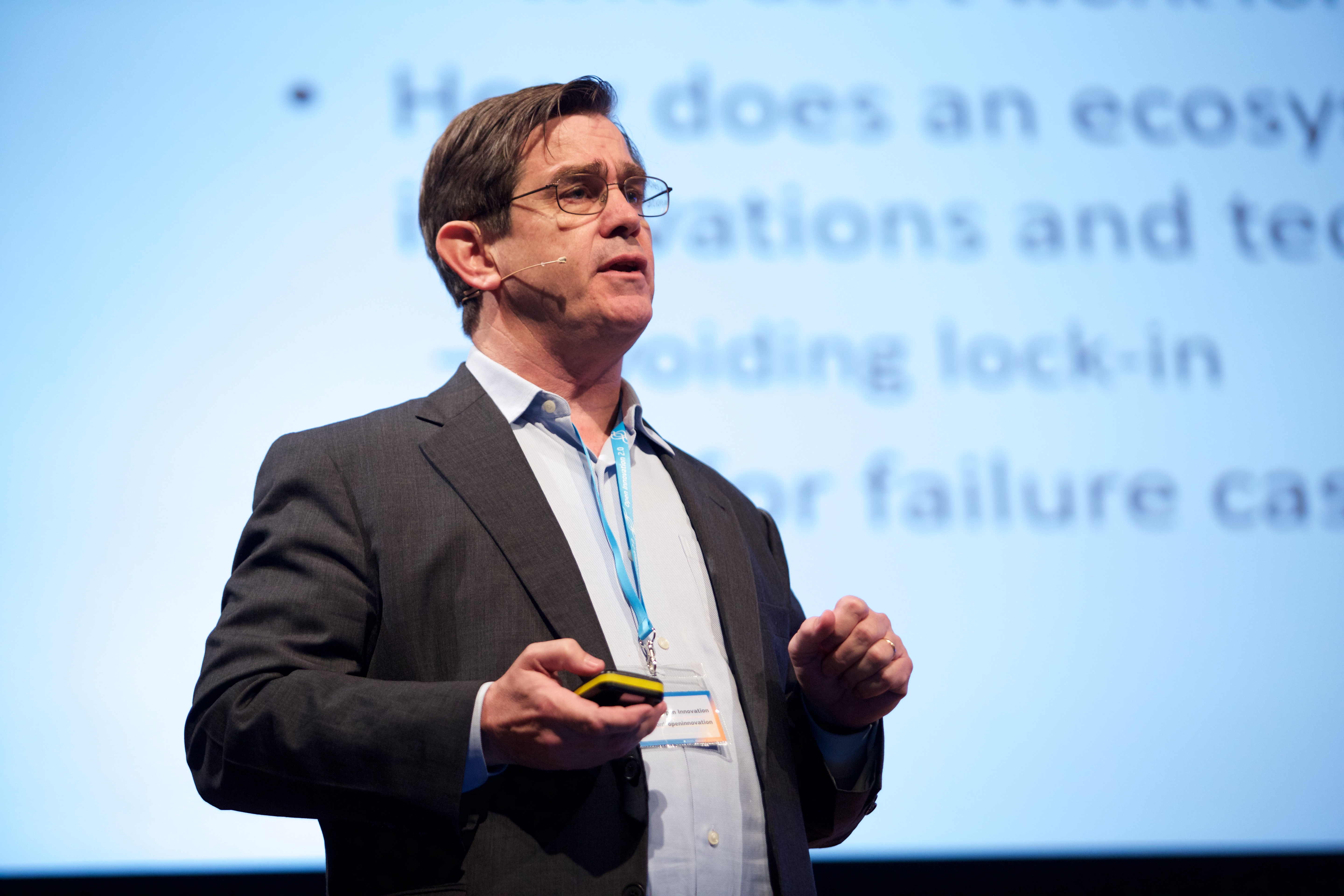
Henry Chesbrough, 2016

Henry William Chesbrough (* 2. Februar 1956) ist ein US-amerikanischer Wirtschaftswissenschaftler. Er prägte den Begriff Open Innovation und ist Autor des Buches Open Innovation: The New Imperative for Creating and Profiting from Technology (HBS Press, 2003). Außerdem hat er zwei weitere Bücher über Open Innovation verfasst: Open Business Models: How to Thrive in the New Innovation Landscape (HBS Press, 2006) und Open Innovation: Researching a New Paradigm (Oxford, 2006), eine Zusammenstellung wissenschaftlicher Aufsätze.

## Leben
Chesbrough ist derzeit ein außerordentlicher Professor und der Geschäftsführer des Garwood Center for Corporate Innovation an der Haas School of Business in der University of California, Berkeley. Vor seiner Zeit in Haas, lehrte er an der Harvard Business School als wissenschaftlicher Assistent.
Chesbrough besitzt einen BA in Betriebswirtschaftslehre der Yale University, einen MBA der Stanford Graduate School of Business, und einen Doktorgrad der Haas School of Business an der University of California, Berkeley. 2017 erhielt er die IRI Medal.